# Iaroslav II de Vladimir
Pour les articles homonymes, voir Iaroslav.
Iaroslav Vsevolodovitch (en russe et en ukrainien : Ярослав Всеволодович), dit Iaroslav II de Vladimir ou Iaroslav III de Kiev, est un Grand-prince du Rus' de Kiev de la dynastie des Riourikides (né le 8 février 1191 à Vladimir et mort le 30 septembre 1246 en Asie centrale), qui régna de 1236 à 1238.
Quatrième fils de Vsevolod le Grand Nid et de Marie d'Ossétie, il est également prince de Pereïaslavl de 1201 à 1206, prince de Novgorod en 1215, de 1221 à 1223, de 1224 à 1228 et de 1230 à 1236, ainsi que Grand-prince de Vladimir de 1238 à 1246.
Il est connu pour être celui qui aida à restaurer la Russie et ses villes après l'invasion de cette dernière par les mongols.

## Biographie

### Prince de Pereïaslavl

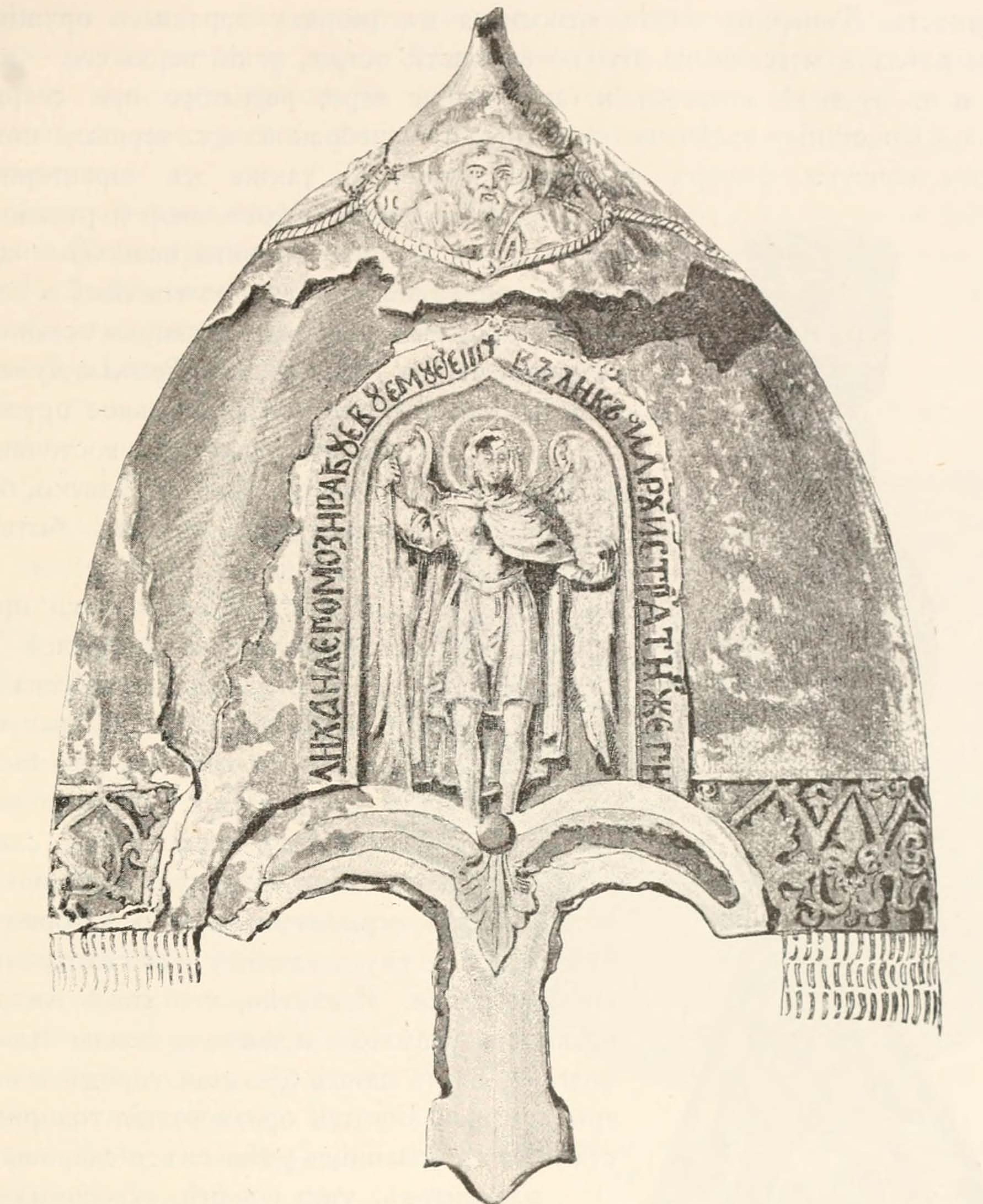
Le casque perdu par Iaroslav lors de la bataille de Lipitsa de 1216, retrouvé par un paysan en 1808.

En 1200, il est envoyé par son père pour diriger la ville de Pereïaslavl, proche des steppes des Polovtses. Six ans plus tard, il est convoqué par les boyards galiciens pour régner sur leur ville mais ne put pas réclamer le trône. Sur ce, il fut envoyé pour prendre la ville de Riazan en 1208, mais devant la résistance des habitants, la ville fut finalement brûlée.
En 1209, son père Vsevolod envoie Iaroslav pour s'opposer à Mstislav le Téméraire dans la ville Novgorod pour tenter de l'installer sur le trône de la principauté. Après plusieurs batailles, les deux princes font finalement la paix, et Iaroslav épouse finalement la fille de Mstislav, Rostislava.
Sur son lit de mort, Vsevolod le Grand Nid indique Iaroslav pour régner sur la Principauté de Pereïaslavl, entrant alors en conflit avec ses frères aînés Constantin de Rostov et Iouri.
En 1215, il accepte l'offre des habitants de Novgorod de diriger leur ville, mais, désireux de se venger de leur trahison, il prend la ville de Torjok et bloque l'accès au grain de Novgorod. Plusieurs mois plus tard, il est battu en 1216 par son beau-père, lors de la grande bataille de la plaine de Lipitsa (bataille au cours de laquelle il perdit son célèbre casque), avant de se retirer à Pereïaslav.

### Prince de Novgorod et de Kiev
En 1222, Iaroslav, finalement couronné à Novgorod, envahit toute l'Estonie avant d'assiéger leur capitale Kolyvan.
Quatre ans plus tard, lors de la guerre entre Novgorod et les finnois, il dévaste la Finlande et donne le nom à une région encore usitée aujourd'hui, la Carélie. Ses ambitions suivantes furent également de soumettre la ville de Pskov, mais les habitants de Novgorod refusèrent de faire la guerre contre leurs voisins, ce qui provoqua la colère de Iaroslav, qui s'empare alors de l'enclave de Volokolamsk.
En 1234, il retourne finalement à Novgorod, et, au bout de quelques années, parvient à se défaire de ses ennemis, les chefs lituaniens et les Chevaliers teutoniques.
En 1236, il suit les conseils de son cousin riourikide Daniel de Galicie, et quitte finalement la ville de Novgorod pour succéder à Vladimir IV sur le trône de Kiev, devenant alors le nouveau Grand-prince de la ville, laissant alors à son fils Alexandre Nevski ses terres dans le nord.

### Prince de Vladimir et invasions mongoles
En 1238, lorsqu'il quitte Kiev pour monter sur le trône de Vladimir, les tartaro-mongols commencent leurs invasions de la Rus', pillant et brûlant les steppes. Son frère Iouri II Vladimirski finit d'ailleurs massacré lui et toute sa famille par ces derniers après une défaite lors d'une bataille.
Kiev est dévastée en 1240, malgré la résistance héroïque du gouverneur, le prince Dimitri. Iaroslav tente alors de restaurer peu à peu les villes de la Principauté de Vladimir-Souzdal après les ravages causés par les Mongols. Pour éviter un plus grand massacre en plein Joug tatar (ou joug mongol), il accepte de se rendre au camp du grand khan mongol Ögödei et obtient en 1243 le titre de « grand-prince » de Vladimir et Souzdal. Il envoie ensuite son fils Constantin à Saraï qui en revient après un séjour de deux ans, porteur d'un ordre l'invitant à venir en personne rendre hommage au khan à Karakorum.
La tradition veut que la mère du grand Khan Töregene ait empoisonné Iaroslav ; toujours est-il que huit jours après avoir quitté le camp mongol, il meurt mystérieusement en Asie centrale le 30 septembre 1246, le corps couvert de taches suspectes (teint verdâtre), version attestée par l'Histoire des Mongols de Jean de Plan Carpin. La chronique veut que, terriblement humilié d'avoir dû rendre hommage en personne, il soit mort de chagrin. En fait, il semblerait selon d'autres sources être mort de la peste.

## Famille

### Union et descendance
Iaroslav se marie une première fois vers 1205, avec la fille de Iouri Kondakovitch, le khan des Polovtses. En 1214, Iaroslav épouse une seconde femme, Rostislava Mstislavna (la fille de Mstislav Mstislavich le Téméraire et d'une princesse Polovtse), avant qu'ils ne divorcent en 1216.
De sa troisième union en 1218 avec Théodosia Igorevna (morte le 4 mai 1244), fille d'Igor prince de Riazan, il laissa douze enfants dont :
- Théodore (hiver 1219 – 5 juin 1233), fiancé avec Euphrosine Mikhaïlovna de Tchernigov (fille de Michel Ier de Kiev et de Marie Romanovna de Galicie), mais meurt la veille de son mariage ;
- Alexandre Nevski (30 mai 1220 – 14 novembre 1263), grand-prince de Vladimir et grand-prince de Kiev ;
- André II de Vladimir (vers 1222 – 1264), grand-prince de Vladimir ;
- Michel II de Vladimir (vers 1229 – 15 janvier 1248), prince de Moscou et grand-prince de Vladimir ;
- Daniel (mort en 1256) ;
- Iaroslav III de Vladimir (1230 – 9 septembre 1271), grand-prince de Vladimir ;
- Constantin, prince de Galicie et de Dmitrov ;
- Marie (née en 1240) ;
- Vassili Ier Vladimisrki (1241 – 1276), grand-prince de Vladimir ;
- Athanase ;
- Eudoxie ;
- Iuliana.

### Ancêtres
|  |                          |  |  |  |  |  |  |  |  |  |  |  |  |  |  |  |
|  | 16. Vsevolod Ier de Kiev |  |  |  |  |  |  |  |  |  |  |  |  |  |  |  |
|  |                          |  |  |  |  |  |  |  |  |  |  |  |  |  |  |  |
|  |                          |  |  |  |  |  |  |  |  |  |  |  |  |  |  |  |
|  | 8. Vladimir II Monomaque |  |  |  |  |  |  |  |  |  |  |  |  |  |  |  |
|  |                          |  |  |  |  |  |  |  |  |  |  |  |  |  |  |  |
|  |                          |  |  |  |  |  |  |  |  |  |  |  |  |  |  |  |
|  | 17. Anastasia de Byzance |  |  |  |  |  |  |  |  |  |  |  |  |  |  |  |
|  |                          |  |  |  |  |  |  |  |  |  |  |  |  |  |  |  |
|  |                          |  |  |  |  |  |  |  |  |  |  |  |  |  |  |  |
|  | 4. Iouri Dolgorouki      |  |  |  |  |  |  |  |  |  |  |  |  |  |  |  |
|  |                          |  |  |  |  |  |  |  |  |  |  |  |  |  |  |  |
|  |                          |  |  |  |  |  |  |  |  |  |  |  |  |  |  |  |
|  | 9. Eufimia               |  |  |  |  |  |  |  |  |  |  |  |  |  |  |  |
|  |                          |  |  |  |  |  |  |  |  |  |  |  |  |  |  |  |
|  |                          |  |  |  |  |  |  |  |  |  |  |  |  |  |  |  |
|  | 2. Vsevolod le Grand Nid |  |  |  |  |  |  |  |  |  |  |  |  |  |  |  |
|  |                          |  |  |  |  |  |  |  |  |  |  |  |  |  |  |  |
|  |                          |  |  |  |  |  |  |  |  |  |  |  |  |  |  |  |
|  | 5. Hélène                |  |  |  |  |  |  |  |  |  |  |  |  |  |  |  |
|  |                          |  |  |  |  |  |  |  |  |  |  |  |  |  |  |  |
|  |                          |  |  |  |  |  |  |  |  |  |  |  |  |  |  |  |
|  | 1. Iaroslav II de Kiev   |  |  |  |  |  |  |  |  |  |  |  |  |  |  |  |
|  |                          |  |  |  |  |  |  |  |  |  |  |  |  |  |  |  |
|  |                          |  |  |  |  |  |  |  |  |  |  |  |  |  |  |  |
|  | 3. Marie d'Ossétie       |  |  |  |  |  |  |  |  |  |  |  |  |  |  |  |
|  |                          |  |  |  |  |  |  |  |  |  |  |  |  |  |  |  |
|  |                          |  |  |  |  |  |  |  |  |  |  |  |  |  |  |  |

## Galerie

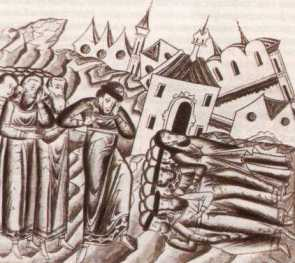
Iaroslav retourne à Vladimir après la conquête mongole
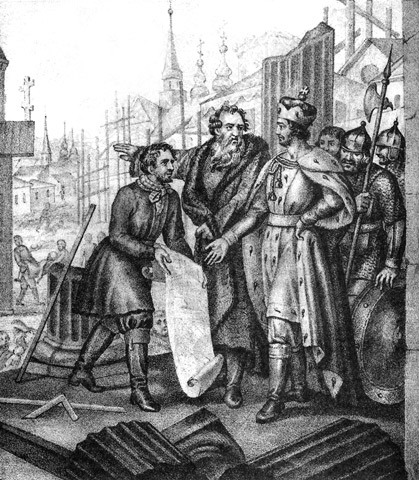
La Grand Prince Iaroslav reconstruisant les villes de la Rus' après l'invasion tatare par Boris Chorikov